# Impflingen
Impflingen é um município da Alemanha localizado no distrito de Südliche Weinstraße, no estado da Renânia-Palatinado. É membro da associação municipal de Verbandsgemeinde Landau-Land.

## Política
Cadeiras ocupadas na comunidade:
|      | SPD | CDU | GRÜNE | FWG | Total       |
| 2009 | 6   | 3   | 1     | 2   | 12 Cadeiras |
| 2004 | 5   | 3   | 1     | 3   | 12 Cadeiras |